# Анджелини, Джузеппе (скульптор)
Джузеппе Анджелини (итал. Giuseppe Angelini; 5 февраля 1735, или 1742, Рим — 15 июня 1811, Рим) — скульптор итальянского неоклассицизма. Ровесник Антонио Кановы, работал в основном в Риме, где его способности оценил Пий VI, а его преемник Пий VII назначил художника суперинтендантом (sopraintendente) скульптур собора Св. Петра, музеев Ватикана и Капитолия.
Джузеппе посещал занятия в мастерской живописца Никколо Риччолини и скульптора Бартоломео Кавачеппи в Риме. В 1770 году переехал в Англию, где в 1775 году выставил в Обществе художников скульптурную группу, изображающую «Целомудрие, которое отвергает нечестивую любовь». Однако славы он не снискал, и в 1778 году вернулся в Италию, работал в Риме и Неаполе. Он также по примеру Кавачеппи занимался реставрацией и копированием античных скульптур.
После возвращения в Италию он поддерживал связь с английскими заказчиками, в частности с Дж. Веджвудом, которому отправлял свои скульптурные модели для воспроизведения в фаянсе, в том числе «Аполлон с музой Эрато», «Плутон похищает Прозерпину», «Меркурий», «Басня о Мелеагре». Анджелини был также в Париже и Неаполе, но его последующая деятельность происходила в основном в Риме, где он был назначен папой Пием VII суперинтендантом скульптур собора Св. Петра, музеев Ватикана и Капитолия. Его скульптуры, начатые Андреа Бергонди, украшают два симметрично расположенных циферблата часов, спроектированных Джузеппе Валадье и размещенных по сторонам фасада собора Святого Петра.
В 1780 году он создал статую Дж. Б. Пиранези, установленную на могиле художника в церкви Санта-Мария-дель-Приорато, о которой имеется запись в «Дневнике Кановы», где утверждается, что мотив скульптуры восходит к древней статуе Зенона. Анджелини приписывают также (без документального подтверждения) бюст Пиранези, хранящийся в Галерее Академии Св. Луки в Риме.
В 1789 году Джузеппе Анджелини стал членом Академии Святого Луки, он был членом многих других академий. Последние годы посвятил себя копированию и восстановлению античных скульптур. 
Скончался в Риме 15 июня 1811 года.